# Jag vill lovsjunga Herren
Jag vill lovsjunga Herren är en psalm med text ur Psaltaren 103:2-5. 11. Musiken är skriven av Curt Lindström.

## Publicerad som
- Nr 913 i Psalmer i 90-talet under rubriken "Psaltarpsalmer och Cantica".